# Hullæbe
Hullæbe (Epipactis) er en slægt af orkidéer, som er udbredt med cirka 70 arter i Europa, Asien og Amerika. Slægten omfatter flerårige urter med vandret jordstængel. Stænglen er bladbærende. Den bærer kortstilkede blomster, der er samlet i en endestillet klase. Blomstens læbe er delt i to afsnit, hvor det inderste er hult og indeholder nektar, mens det yderste afsnit er fladt. Blomsten mangler spore.

## Arter
Af de 70 arter findes omkring 14 i Europa, heraf seks i Danmark:
- Skovhullæbe, Epipactis helleborine
- Sumphullæbe, Epipactis palustris
- Nikkende hullæbe, Epipactis phyllanthes
- Storblomstret hullæbe, Epipactis leptochila
- Tætblomstret hullæbe, Epipactis purpurata
- Rød hullæbe, Epipactis atrorubens